# Hippodrome de Tyr
L'hippodrome de Tyr dit aussi cirque romain de Tyr est un cirque romain construit dans la cité de Tyr, dans l'actuel Gouvernorat du Liban-Sud.
L'édifice est inscrit sur la liste du patrimoine mondial de l'UNESCO.

## Localisation
La ville hood de Tyr était constituée d'une île pourvue d'un tombolo et d'une partie sur la terre ferme. L'hippodrome est situé sur cette dernière partie. L'hippodrome est situé non loin de la Nécropole d'Al-Bass Tyr.

## Histoire
L'édifice est daté du Ier siècle et serait donc l'« un des plus anciens en Orient » et connaît de grands travaux à la fin du IIe siècle au moment où la cité devient capitale de Syrie-Phénicie. L'édifice a peut-être été le lieu de certaines épreuves des concours ayant lieu au cours des célébrations du culte impérial dans la ville.
L'édifice est présenté dans l'Expositio totius mundi et gentium, un traité de géographie du IVe siècle
Un mur destiné à le protéger des vents et du désert est construit au Ve siècle, en vain car l'édifice est abandonné au VIIe siècle, pillé puis enfoui au XIIIe siècle, ce jusqu'en 1947.
L'édifice comme le reste du site est dégagé après 1947 mais sans « véritable fouille » ni « aucune publication réellement sérieuse ». La première étude de l'édifice date seulement de 2012.

## Architecture

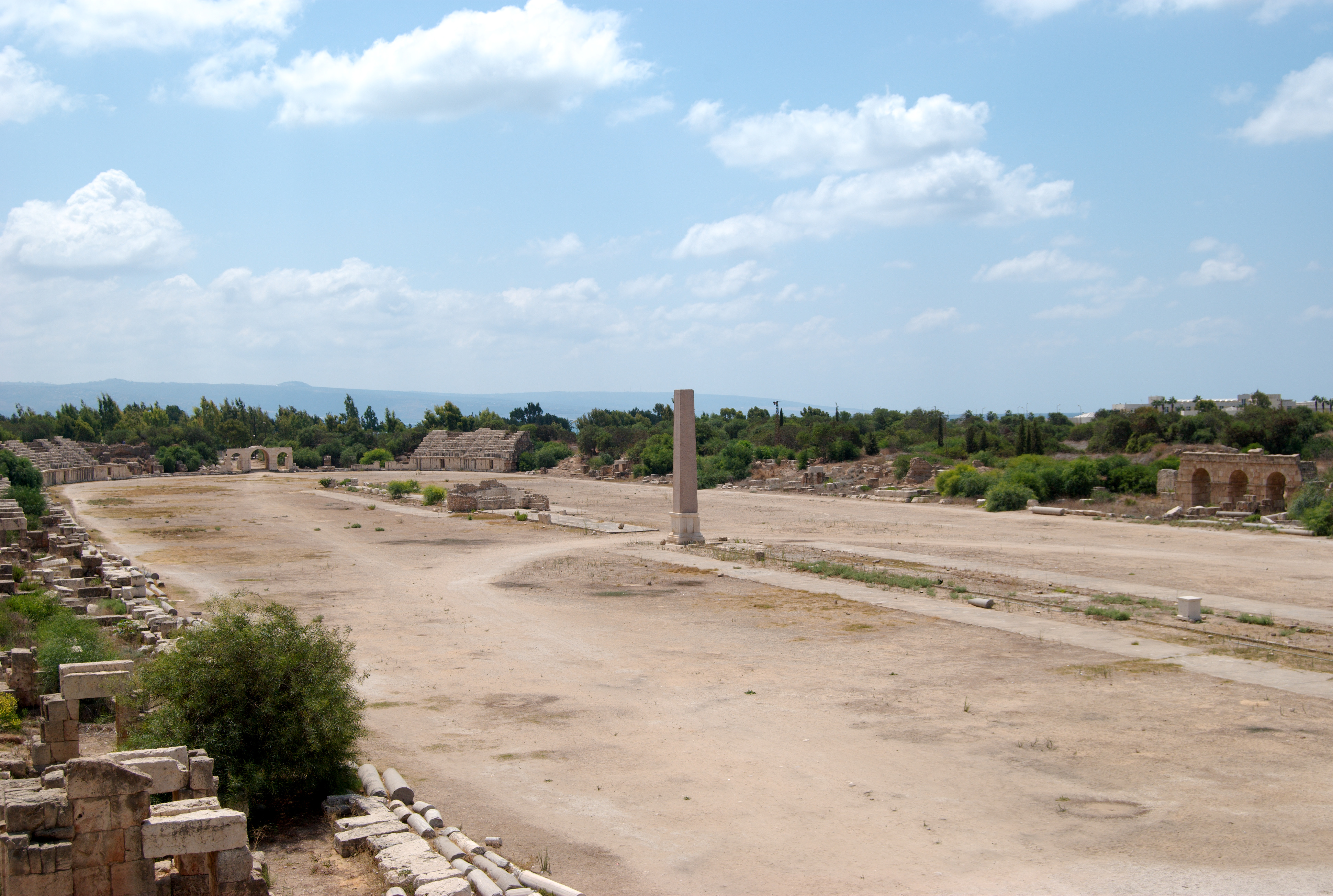

L'édifice est situé à la 10e place des édifices de ce genre dans les provinces de l'Empire romain.
L'hippodrome mesure 468 m de long sur 123 m. Il était destiné à accueillir plus de 35 000 spectateurs ou 36 500 sur une surface de 54 500 m2. La piste était longue de 447 m.
Le site est considéré comme l’un des hippodromes romains de ce type les plus grands et les mieux conservés du monde romain. Des cavea sont surmontées par une galerie. Les cases de départ, les carceres, et des parties de la spina pourvues d'un obélisque sont encore visibles.
Chaque extrémité du parcours est marquée par des poteaux appelés metae qui subsistent. Les conducteurs de char devaient faire ce circuit sept fois, le contournement de ces éléments à grande vitesse était dangereux et avait souvent comme conséquence des accidents.

Hippodrome de Tyr
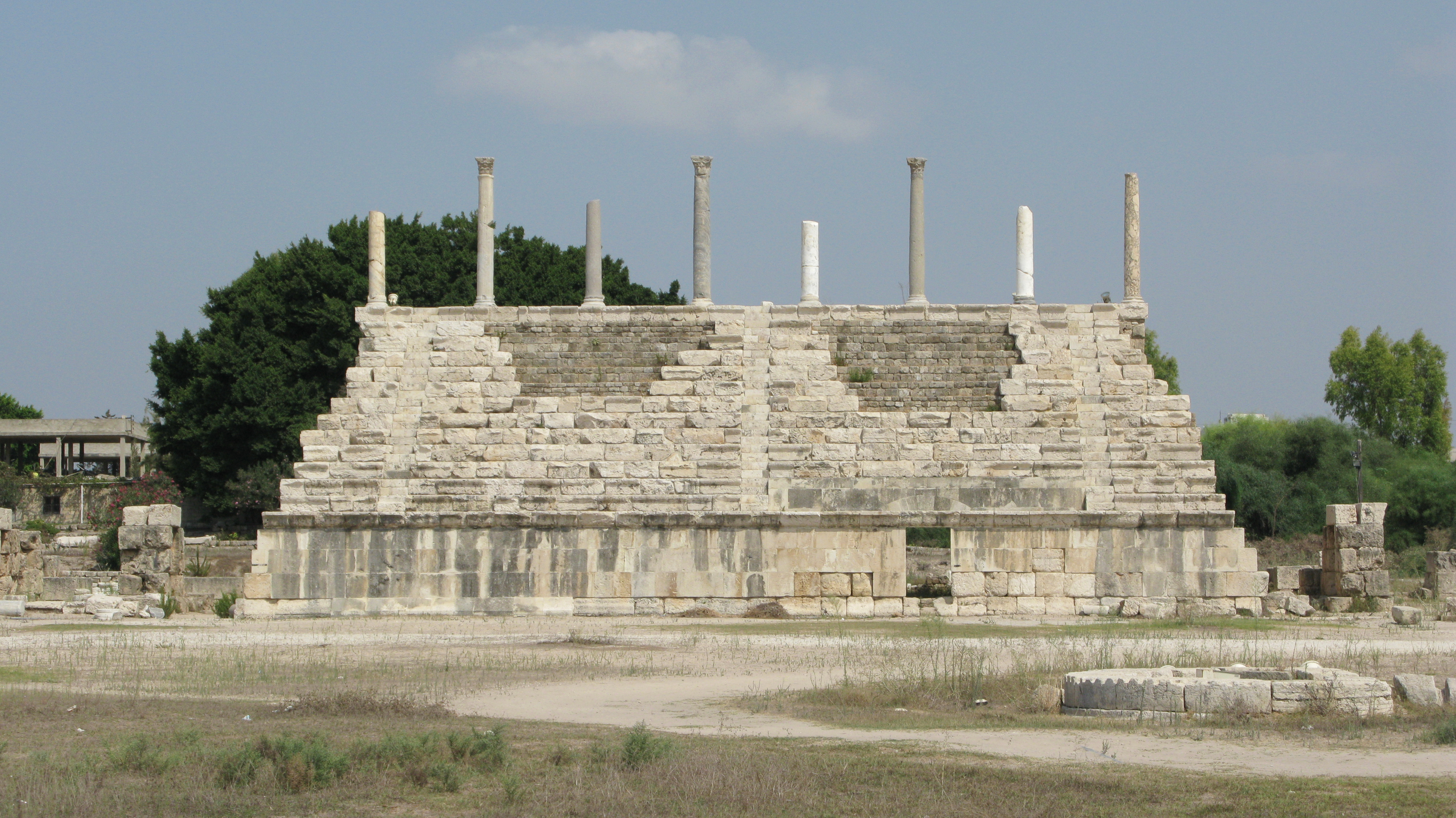
Sièges de spectateurs restaurés
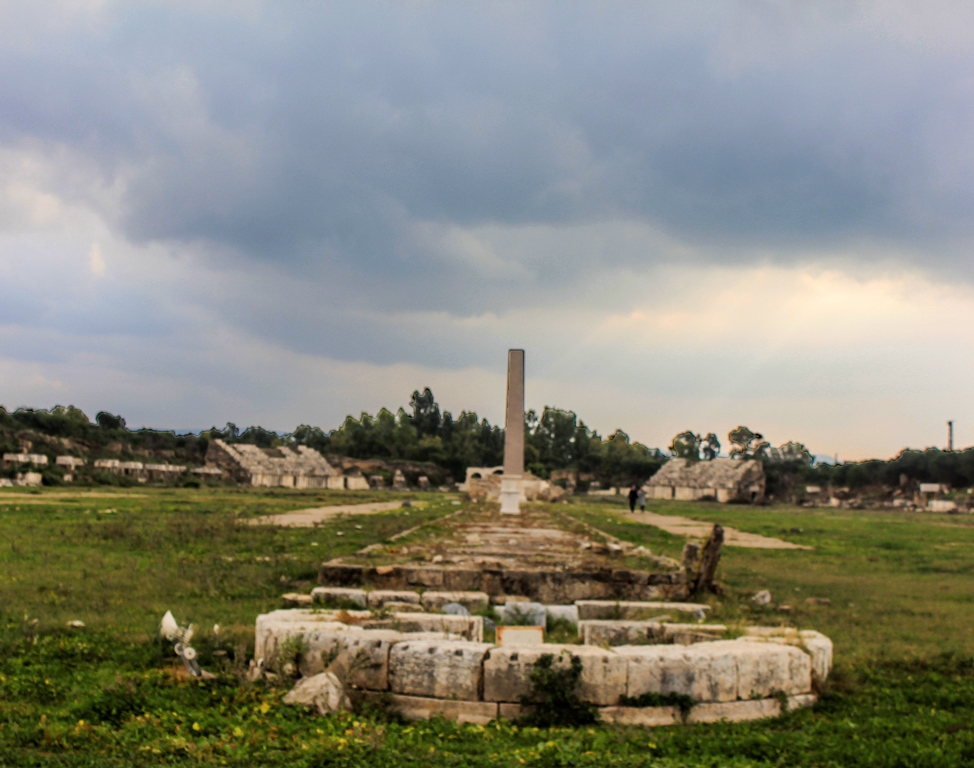
Extrémité de la spina